# Alpheus dingabadi
Alpheus dingabadi — вид десятиногих ракоподібних родини раків-лускунчиків (Alpheidae). Описаний у 2023 році.

## Назва
Видова назва dingabadi з мальдівської мови перекладається як «креветка-пістолет».

## Поширення
Вид мешкає на коралових рифах на півночі Індійського океану. Відомий лише у типовому місцезнаходженні - кораловий риф на глибині 10-30 м біля острова Магудгу у складі атолу Фаафу з Мальдівських островів.